# Paul Dwyer
Paul Dwyer (St Helena, 26 juni 1973) is een golfprofessional uit Engeland.
Dwyer speelt bijna zijn hele carrière op de EuroPro Tour en de Europese Challenge Tour. Zijn topjaar was 2005, waarin hij de play-off van Joakim Bäckström verloor en 2de werd bij het Saint-Omer Open, dat ook meetelde voor de Europese Tour. Eind 2005 promoveerde hij naar de Europese PGA Tour, waar hij aan het einde van het jaar weer zijn spelerskaart verloor.